# Romance pour piano (Tchaïkovski)
La Romance pour piano, op. 5, de Piotr Ilitch Tchaïkovski a été composée en 1868 pour Désirée Artôt, avec qui Tchaïkovski entretenait une relation amoureuse. C'est une œuvre pour piano.